# Mercedes-Benz W 180
Der Mercedes-Benz W 180, besser bekannt als Mercedes-Benz 220 bzw. 220 S, war in den Jahren 1954 bis 1959 ein Modell der Oberklasse mit Sechszylinder-Motor von Daimler-Benz. Die „Großen“ Ponton-Mercedes, Nachfolger des „Mercedes-Benz 220“ (W 187), wurden parallel zur oberen Mittelklasse W 120/W 121 („Kleiner Ponton“ mit Vierzylindermotoren) gebaut.
Wie bei den Vierzylindern im Jahr vorher führte Daimler-Benz ab März 1954 auch bei den 220er-Sechszylindern die selbsttragenden Karosserie ein, eine Abkehr von den Leiterrahmen-Konstruktionen der Vorkriegszeit. Der bis 1962 gebaute Mercedes-Benz 300 d war der letzte Mercedes-Pkw mit separatem Fahrgestell.

## 220 a (W180I)
Während die Vierzylindermodelle der Ponton-Generation bereits seit 1953 am Markt waren, mussten die Sechszylinder-Interessenten bis Anfang 1954 mit dem Vorgängermodell 220 (W 187) vorliebnehmen, das mit freistehenden Kotflügeln noch wie die Vorkriegsmodelle aussah. Auf dem Genfer Auto-Salon wurde im März 1954 schließlich das Modell 220 a vorgestellt. Es hatte im Rahmen des Baukastensystems die Rahmenbodenanlage der Vierzylinder, allerdings mit einem für den längeren Motor um 10 cm längeren Vorderwagen und einem um 7 cm verlängerten Fondraum. Der Kofferraum entsprach den kleinen Pontonmodellen mit Vierzylindermotor.
Der Ottomotor mit der internen Bezeichnung M 180 II war der aus dem Vorgängertyp nur unwesentlich weiterentwickelte Reihensechszylinder mit 2,2 Liter Hubraum, vierfach gelagerter Kurbelwelle und Vergaser. Er leistet 85 PS (62,5 kW) bei 4800/min und beschleunigt die 1300 kg schwere Limousine von 0 auf 100 km/h in 19 Sekunden. Die Höchstgeschwindigkeit lag bei 150 km/h. Die Bordelektrik wurde auf 12 Volt umgestellt und wie bei den 1953 eingeführten Vierzylinder-Pontonmodellen war die Hinterachse eine Eingelenk-Pendelachse.
Von Juni 1954 bis April 1956 stellte Daimler-Benz 25.937 Fahrzeuge her. Laut Kraftfahrt-Bundesamt (KBA) waren in Deutschland am 31. Dezember 2012 noch 165 Fahrzeuge angemeldet, darin sind Wagen ohne aktuelle Zulassung nicht enthalten.

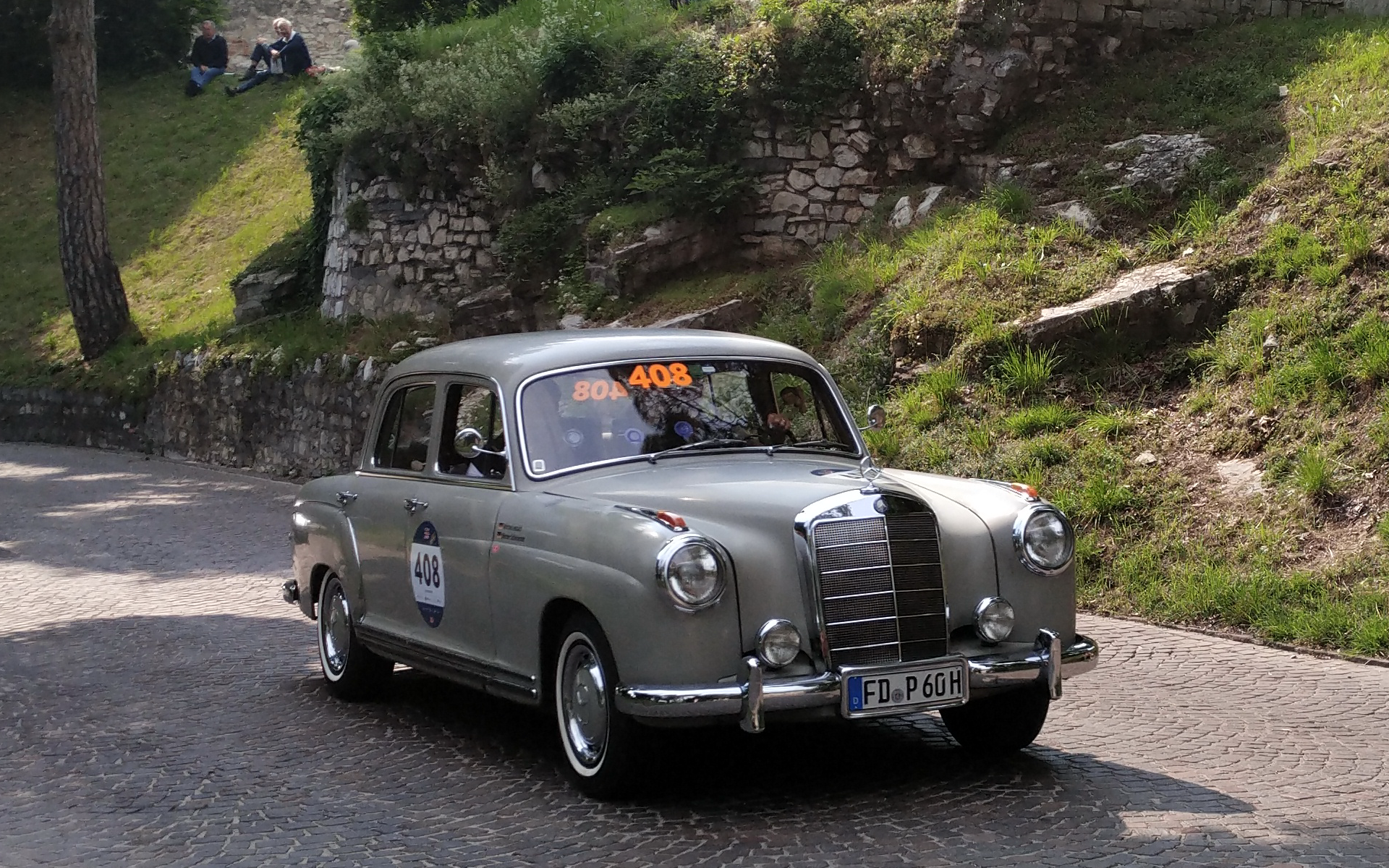
Mercedes-Benz 220 a (1955)
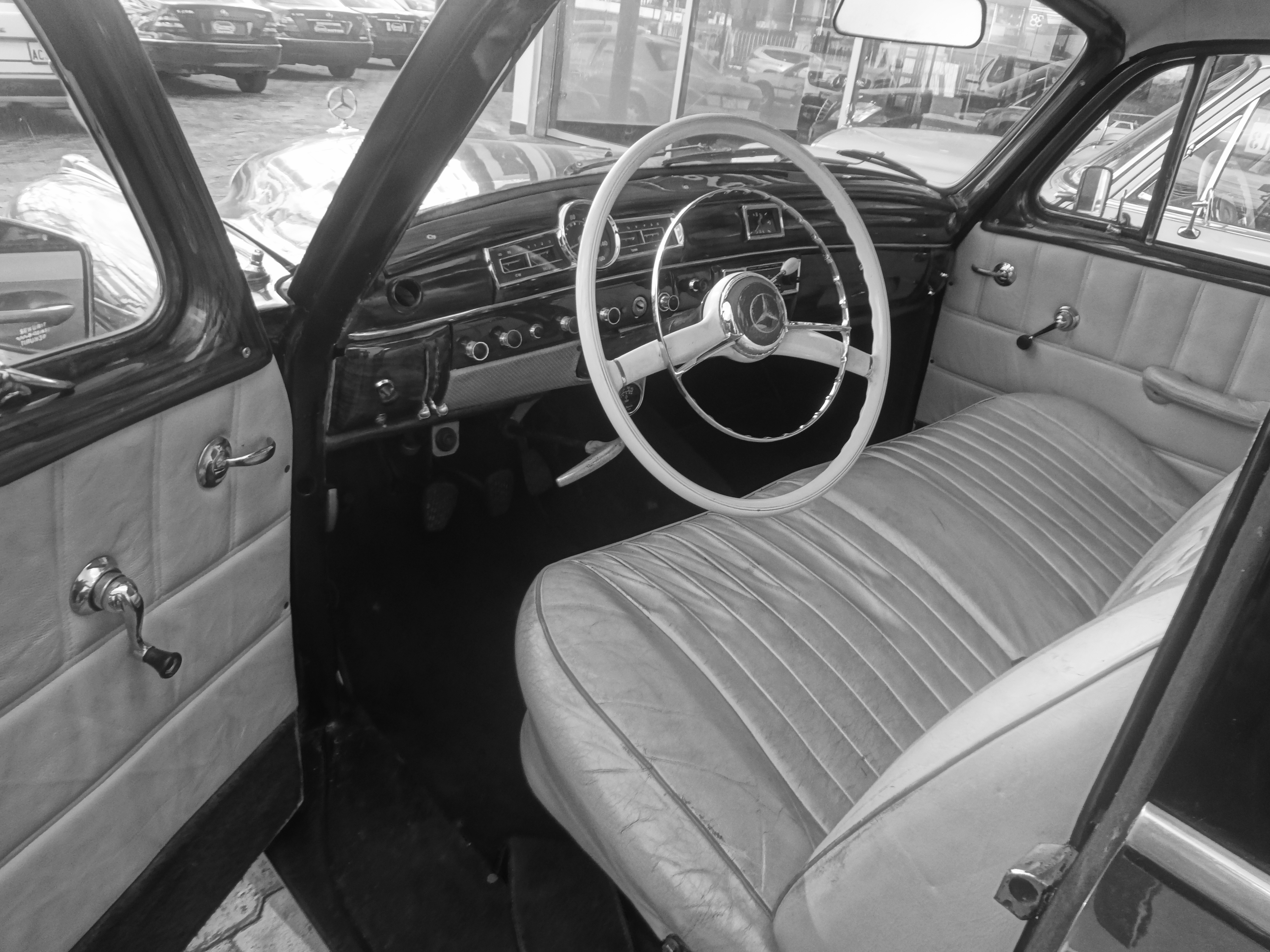
Interieur eines 220 a (1956)
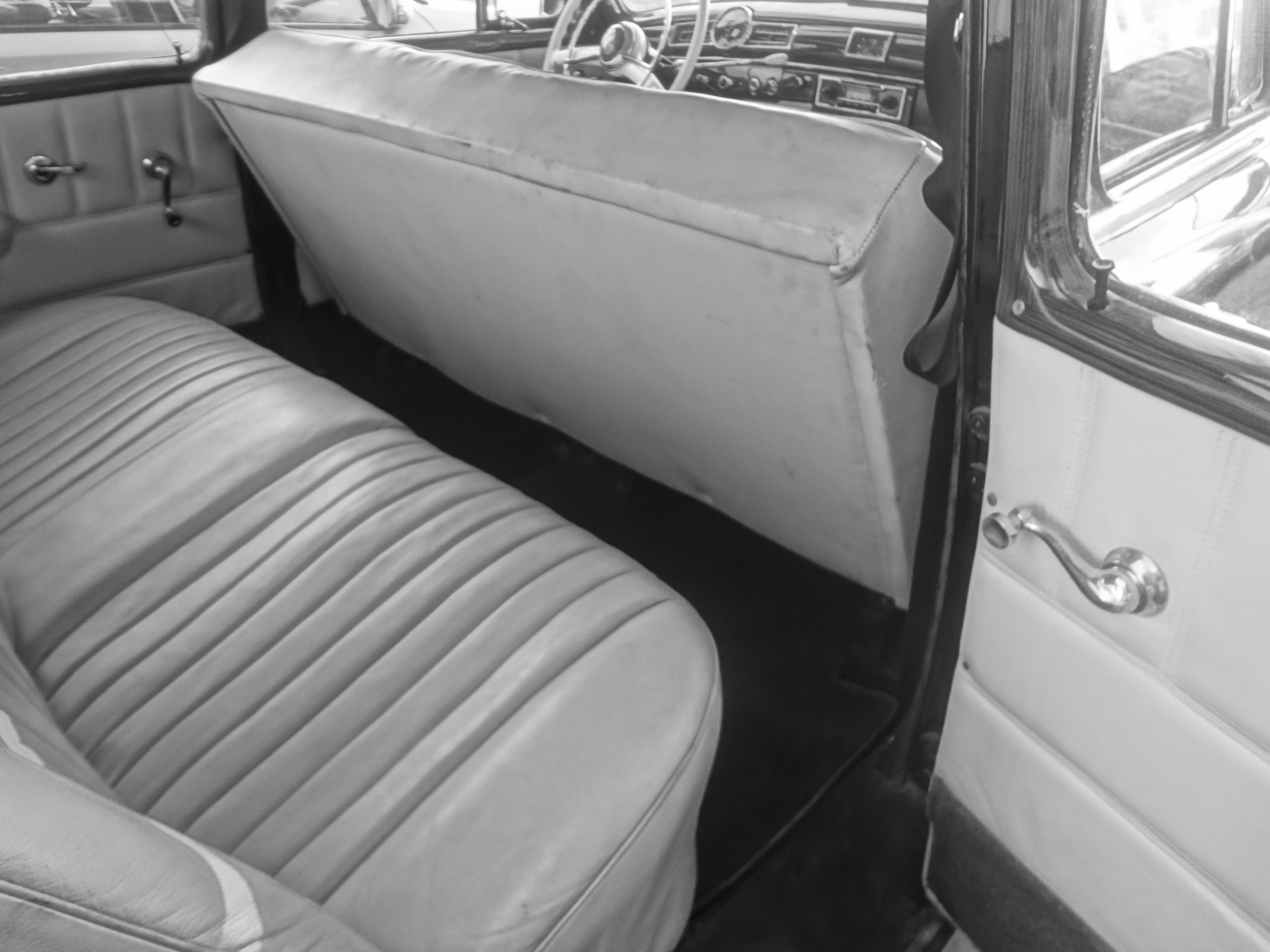
Fond eines 220 a (1956)
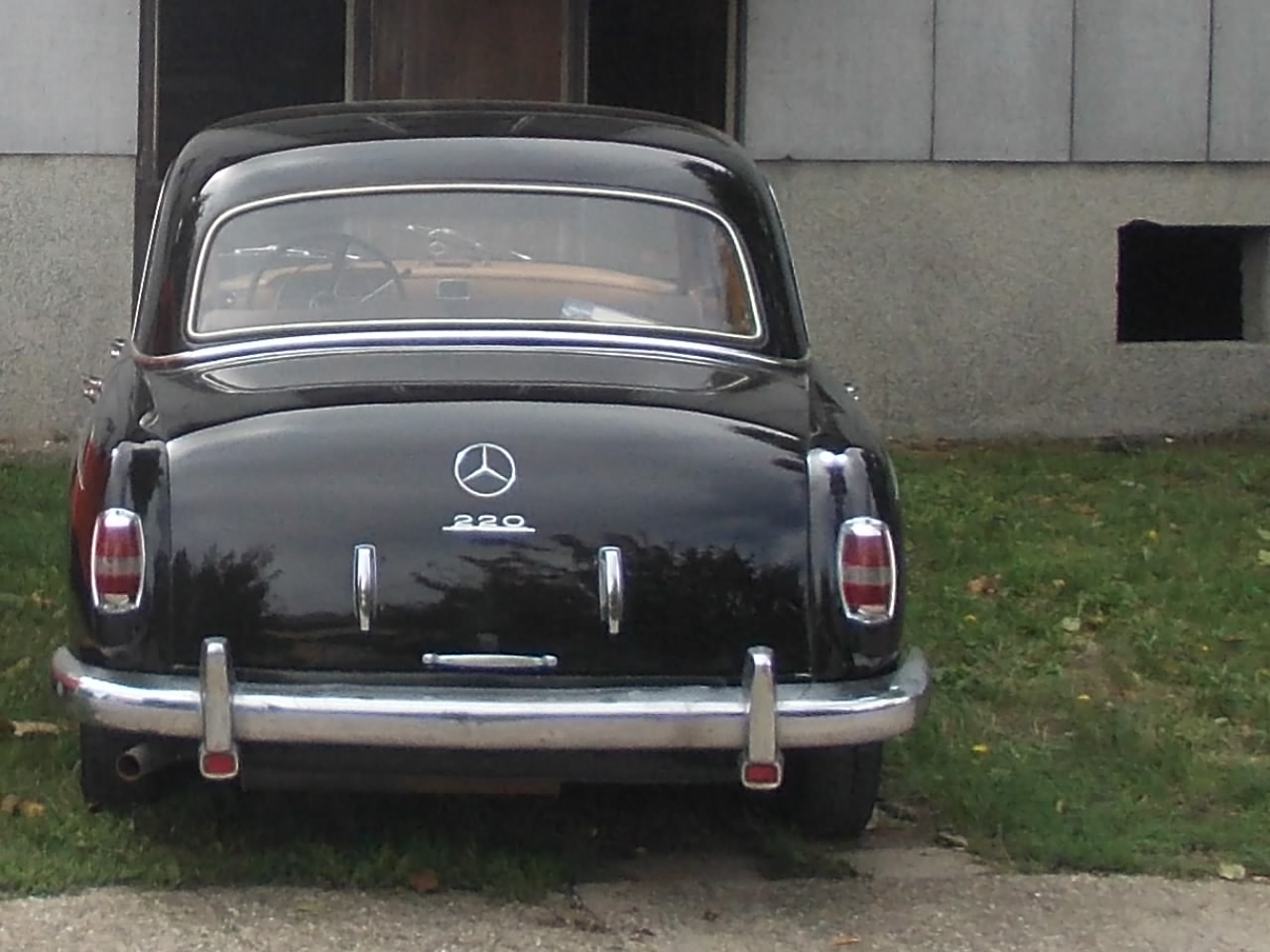
Mercedes-Benz 220 a, Heck

## 220 S (W 180 II)
Das Modell 220 S war als Nachfolger des 220 a der „Standard-Sechszylinder“ der Pontonreihe. Er wurde als Limousine von 1956 bis 1959 gebaut. Zur Unterscheidung bezeichnete man später den 220 S in Verkaufsannoncen inoffiziell als „220 Sa“ und den Nachfolger („Heckflosse“) als „220 Sb“.
Der mit Zweivergaseranlage leistungsgesteigerte Motor M 180 III leistet in der ersten Version 100 PS (74 kW) bei 4800/min, später 106 PS (78 kW) bei 5200/min und beschleunigt die 1350 kg schwere Limousine von 0 auf 100 km/h in 17 Sekunden. Die Höchstgeschwindigkeit liegt bei 160 km/h. Der Preis von 12.500 DM war der gleiche wie der des Vorgängers 220 a.
Ab Herbst 1958 gab es den Wagen – gegen 1900 DM Aufpreis – auch mit Einspritzmotor. Die Verkaufsbezeichnung hieß 220 SE, intern ist es die Baureihe W 128 (näheres siehe dort).
Von März 1956 bis August 1959 wurden 55.279 Fahrzeuge hergestellt. Im Juli 1994 waren in Deutschland beim Kraftfahrt-Bundesamt noch 493 Fahrzeuge registriert, unberücksichtigt waren dabei Wagen ohne aktuelle Zulassung.

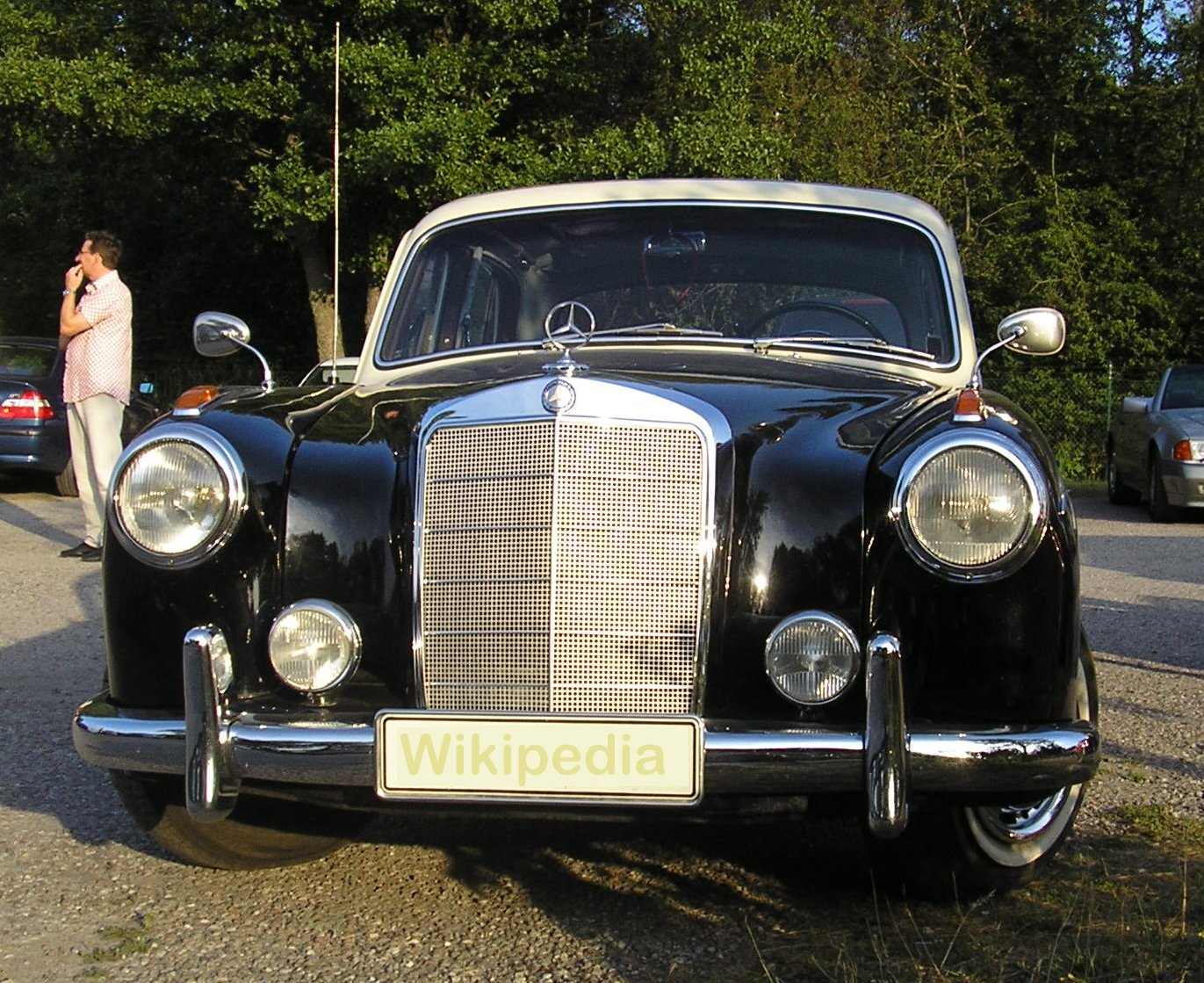
Mercedes-Benz 220 S
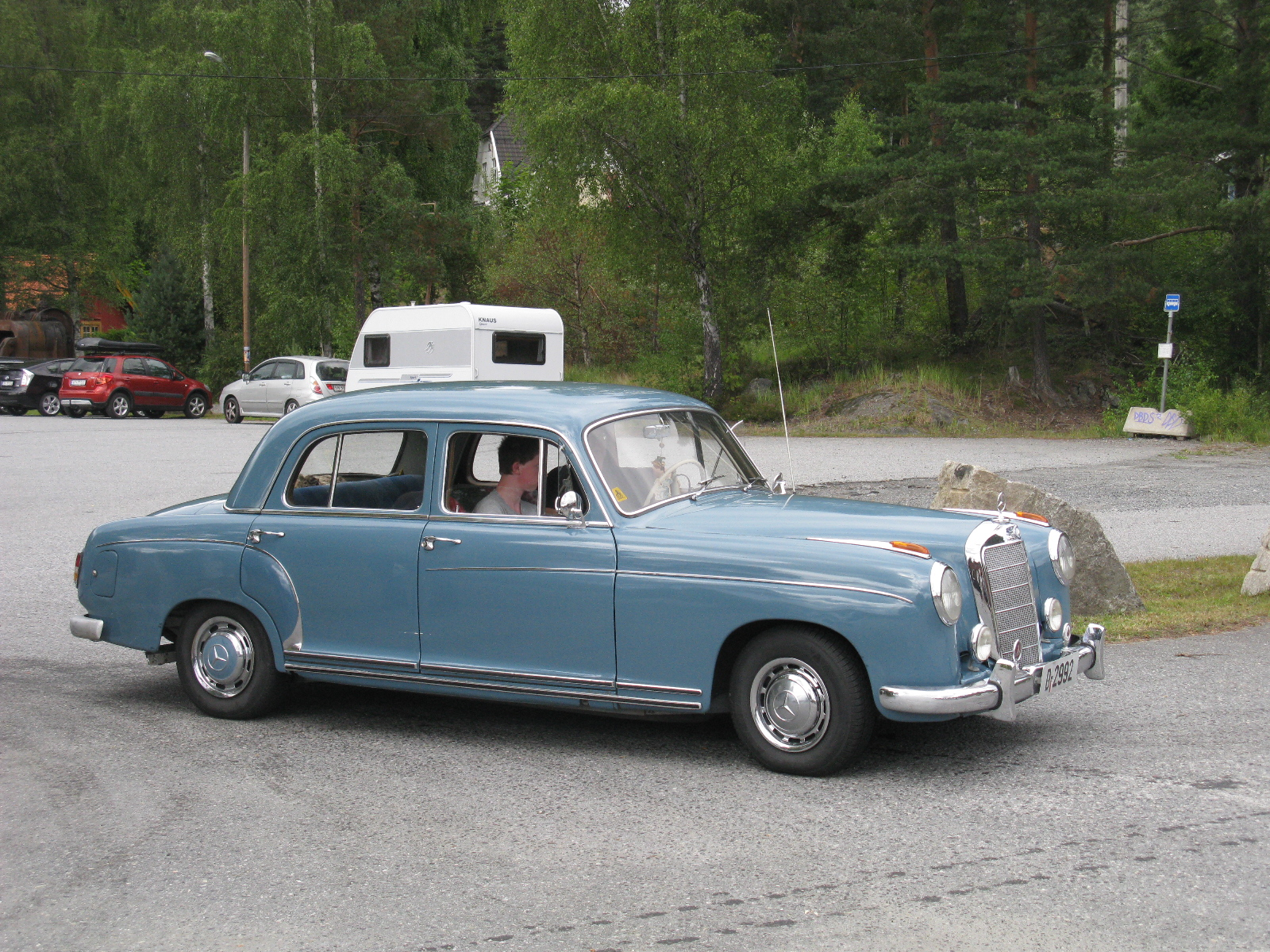
Mercedes-Benz 220 S
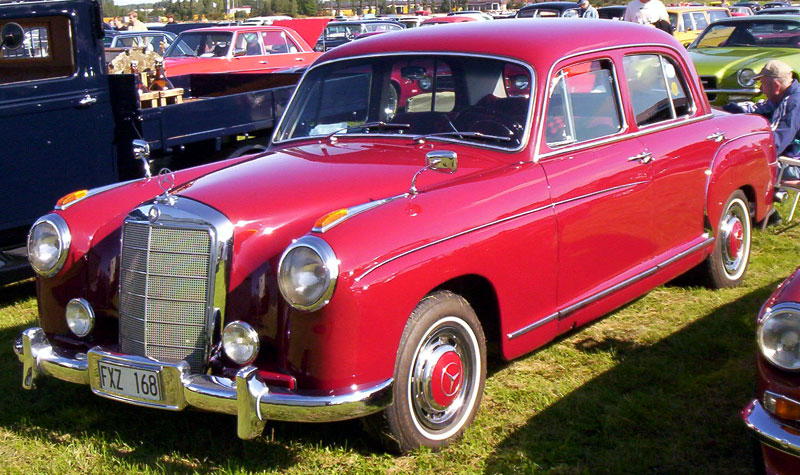
Mercedes-Benz 220 S (1956)
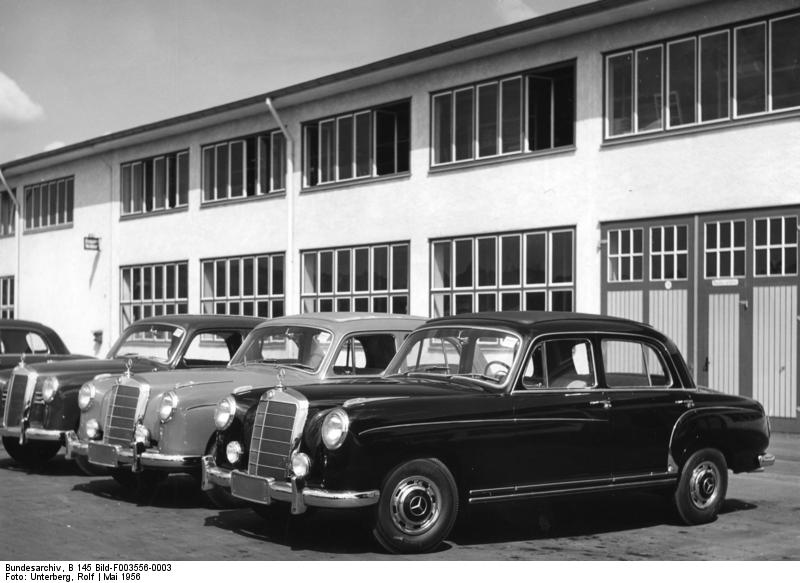
220 S vor dem Werk in Sindelfingen 1956
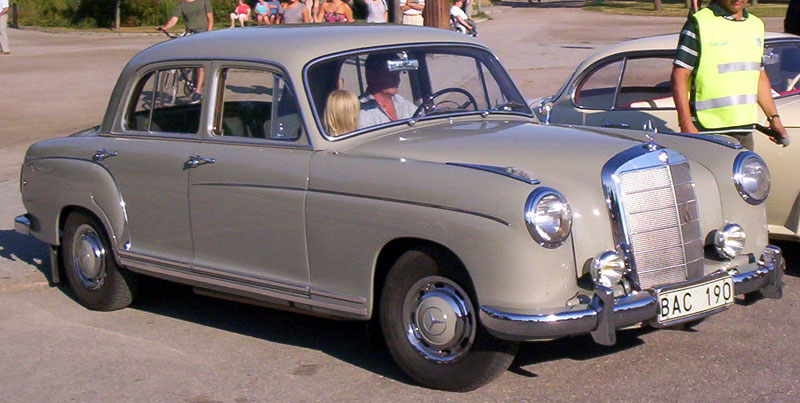
Mercedes-Benz 220 S (1957)
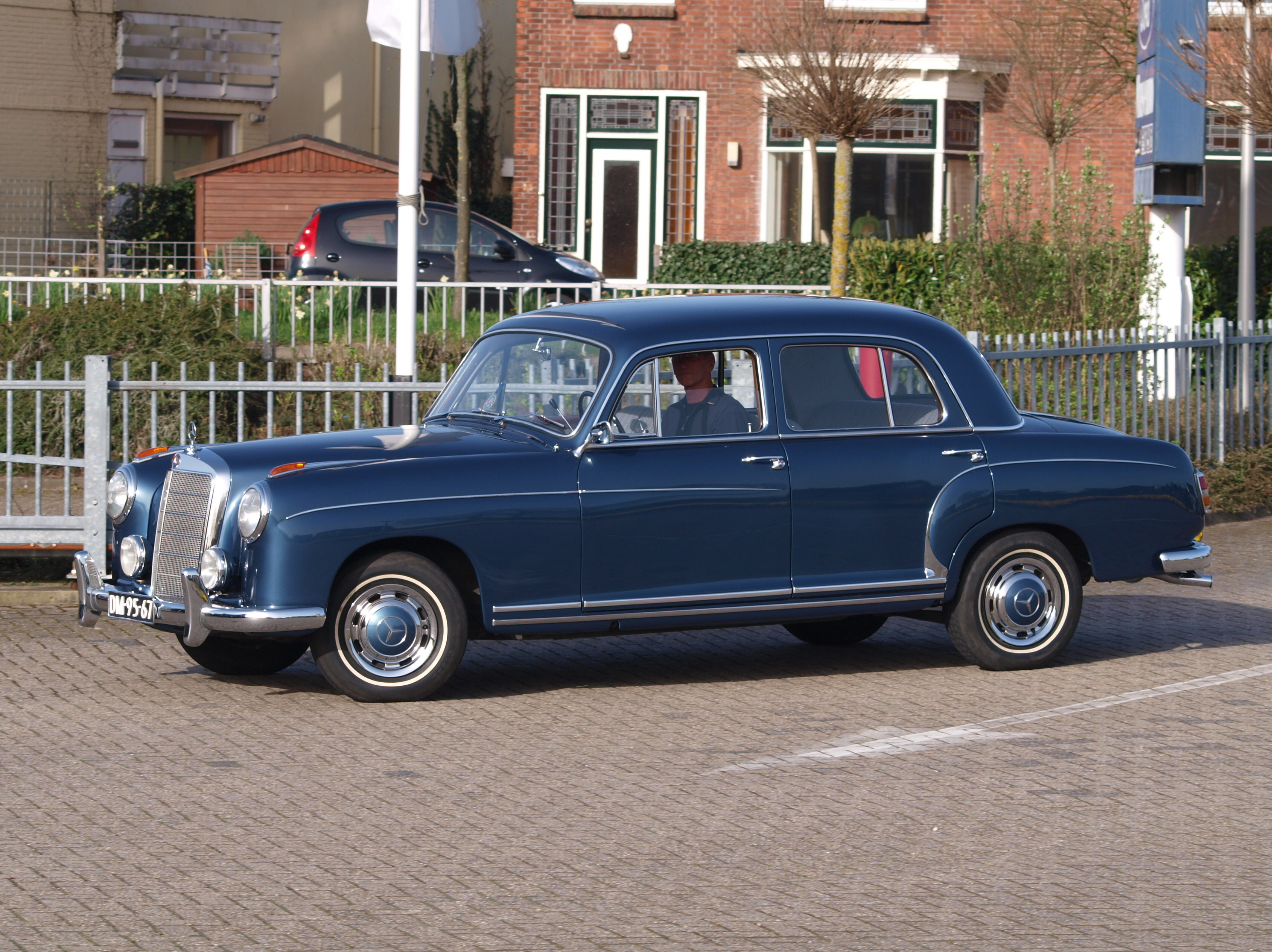
Mercedes-Benz 220 S (1959)

## 220 S Coupé und Cabriolet (W 180 II)
Das 220 S Cabriolet wurde ab Juli 1956 angeboten. Das 220 S Coupé kam drei Monate später im Oktober 1956 auf den Markt. Es entsprach bis auf das feste Dach der offenen Version. Für beide Fahrzeuge, die auf der 220-S-Limousine (W 180 II) basierten, wurde derselbe Preis von 21.500 DM berechnet.
Insbesondere die Fertigung des Ponton-Cabriolets darf als gelungene Entwicklungsarbeit gelten, war es doch erstmals bei Daimler-Benz eine selbsttragende Karosserie ohne Dachstreben, die zur Vermeidung von Karosserie-Verwindungen eine extrem steife und damit schwerere Bodengruppe erforderte. Das Cabriolet war daher trotz kürzeren Radstands und nur zweier Türen 100 kg schwerer als die Viertürer-Limousinen.
Der Motor mit 100 PS (74 kW) wurde unverändert übernommen. Mit diesem Aggregat waren die Wagen ansprechend motorisiert. Das Innere war mit Edelholz-Armaturenbrett und Fenstereinfassungen, Lederpolsterung, Heizung und Lüftung mit Standgebläse sowie übersichtlich angeordneten Rundarmaturen ausgestattet.

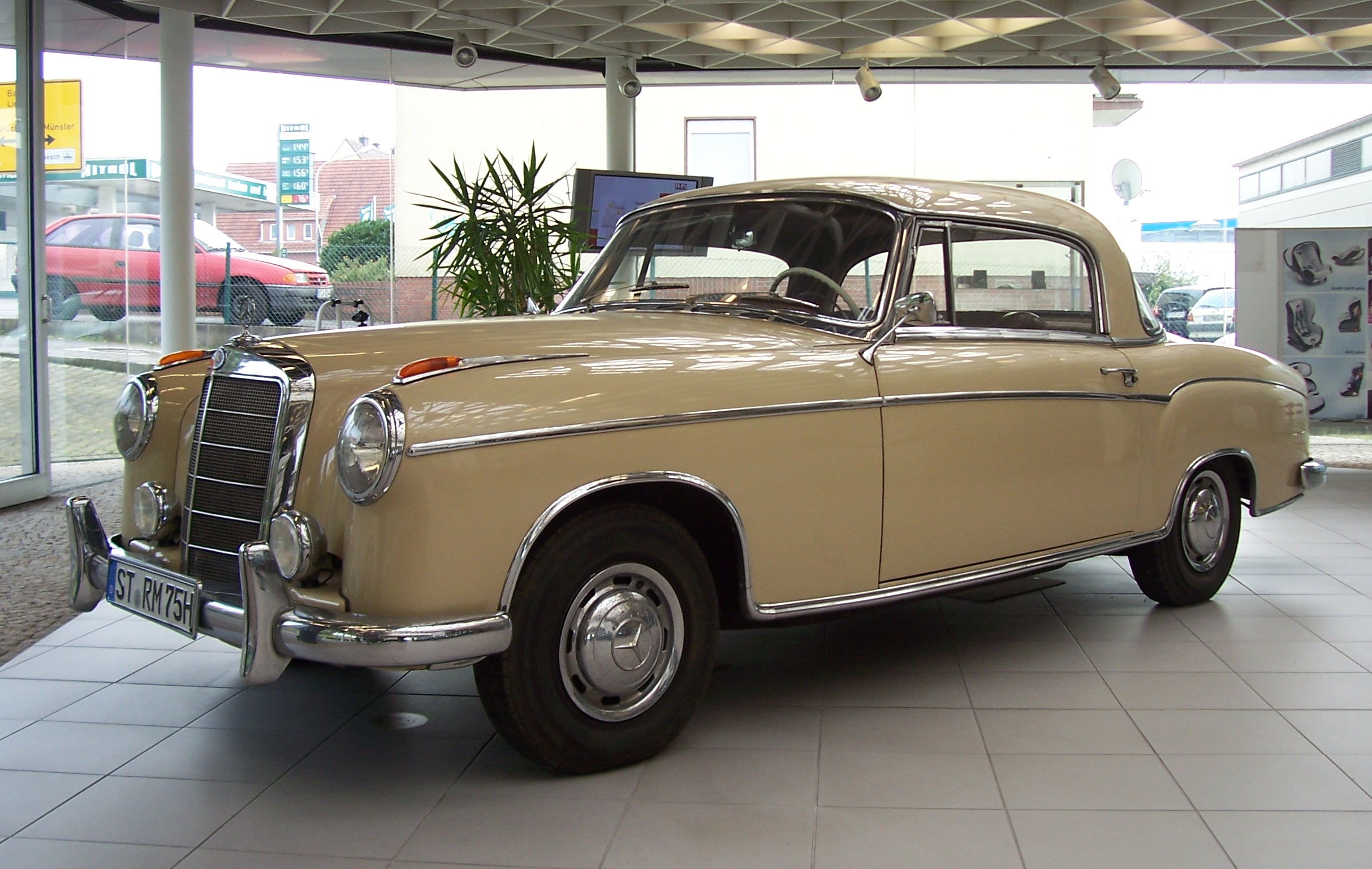
220 S Coupé (1957)
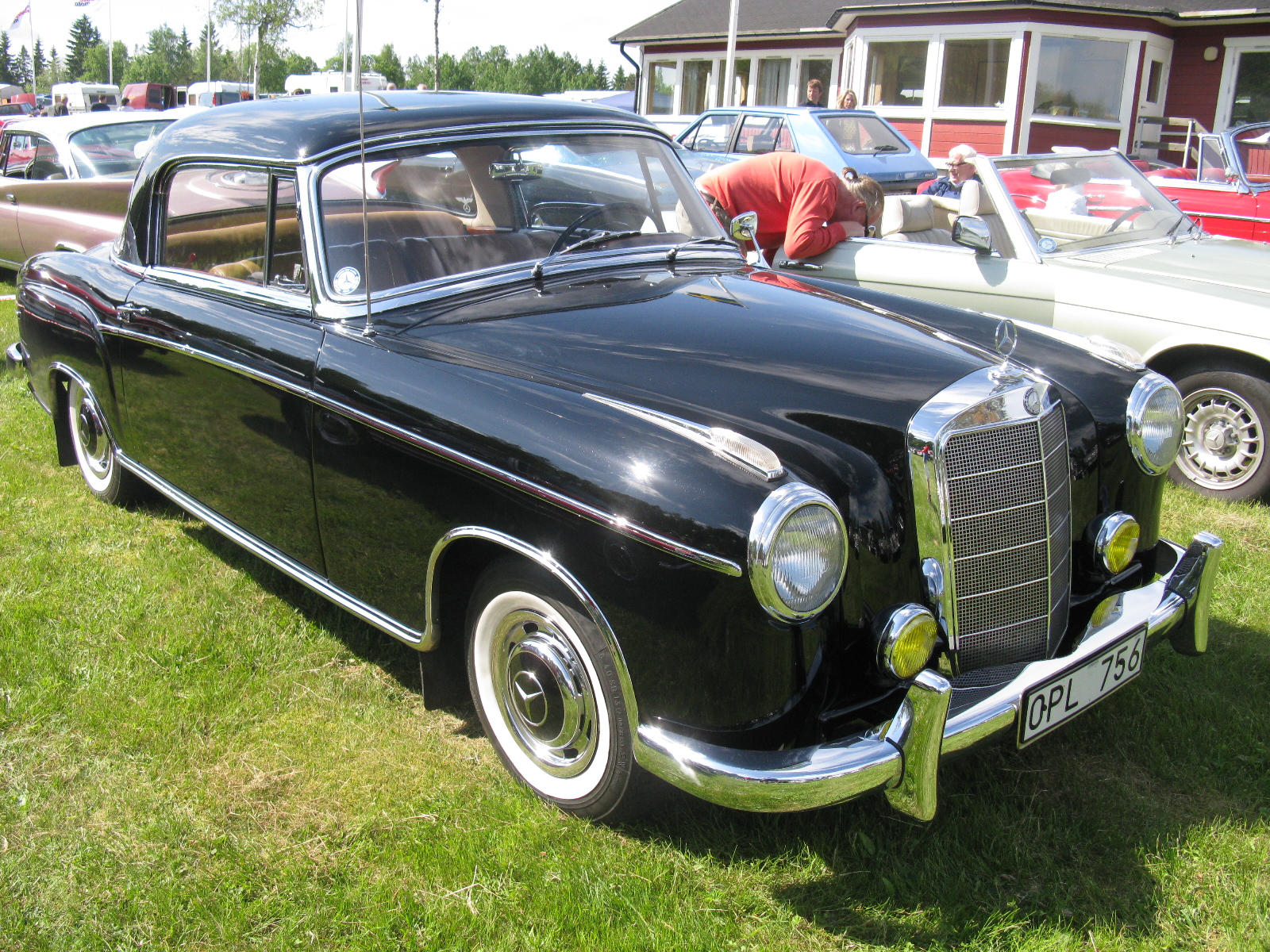
220 S Coupé
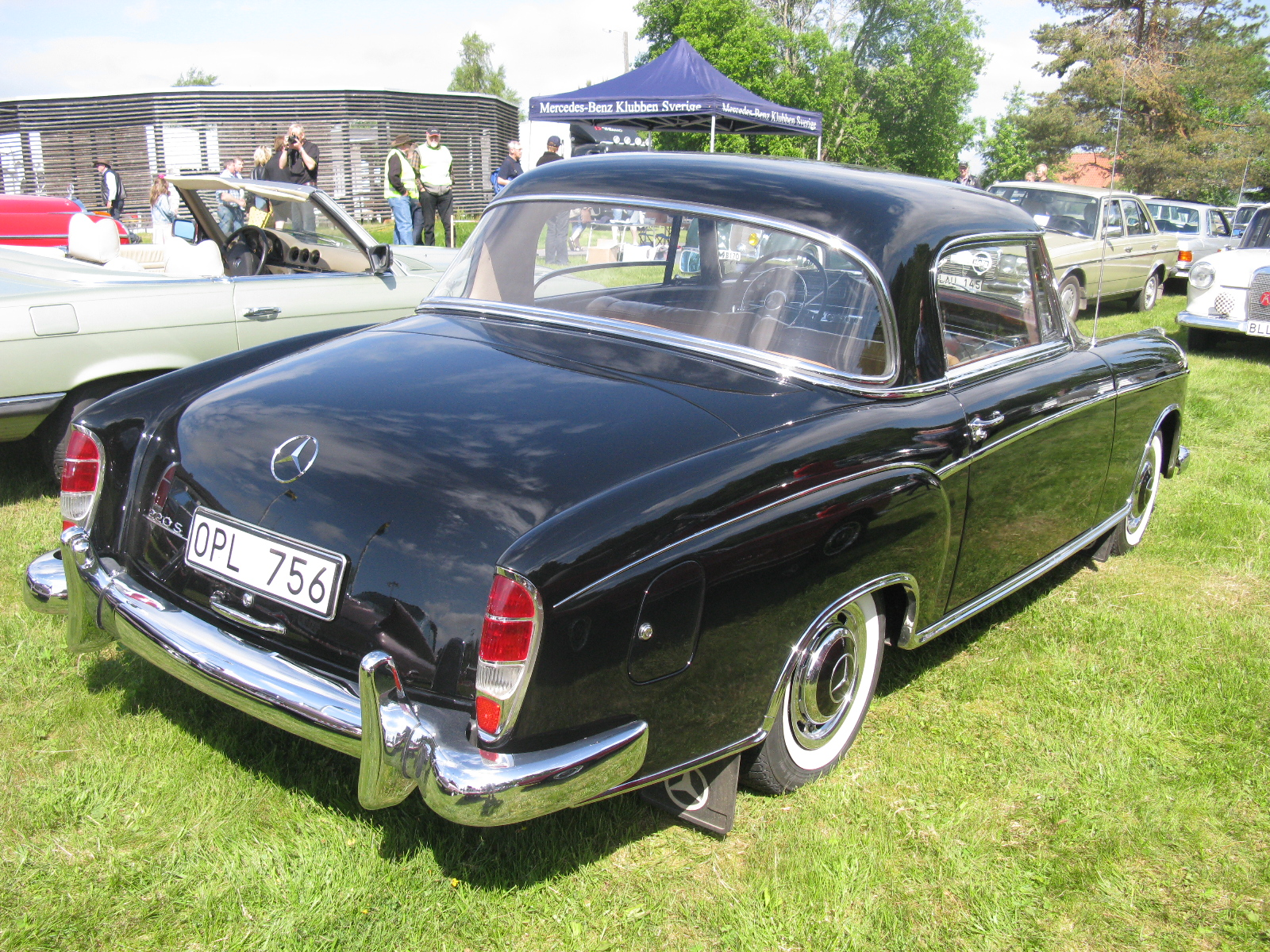
220 S Coupé
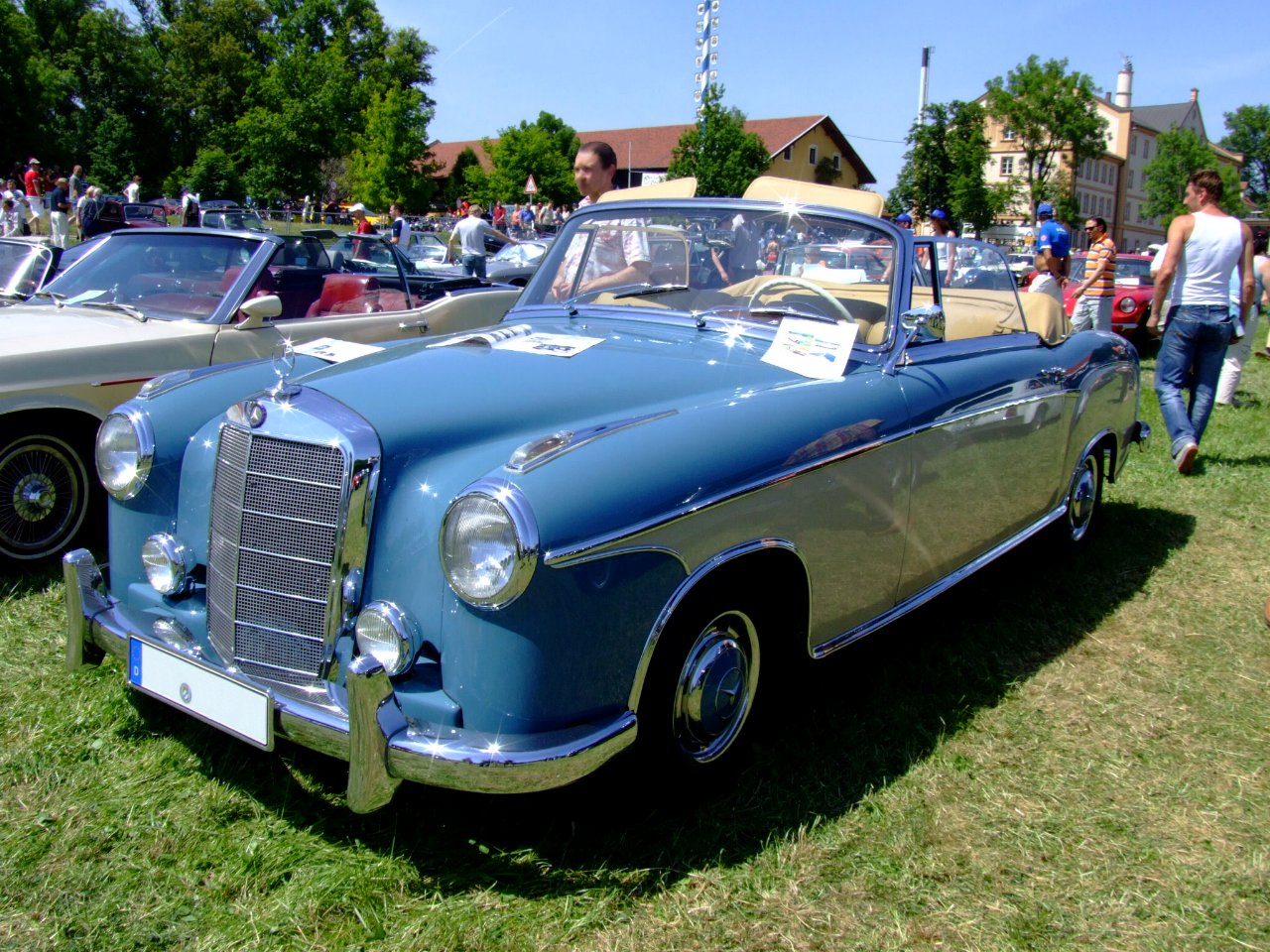
220 S Cabriolet (1958)
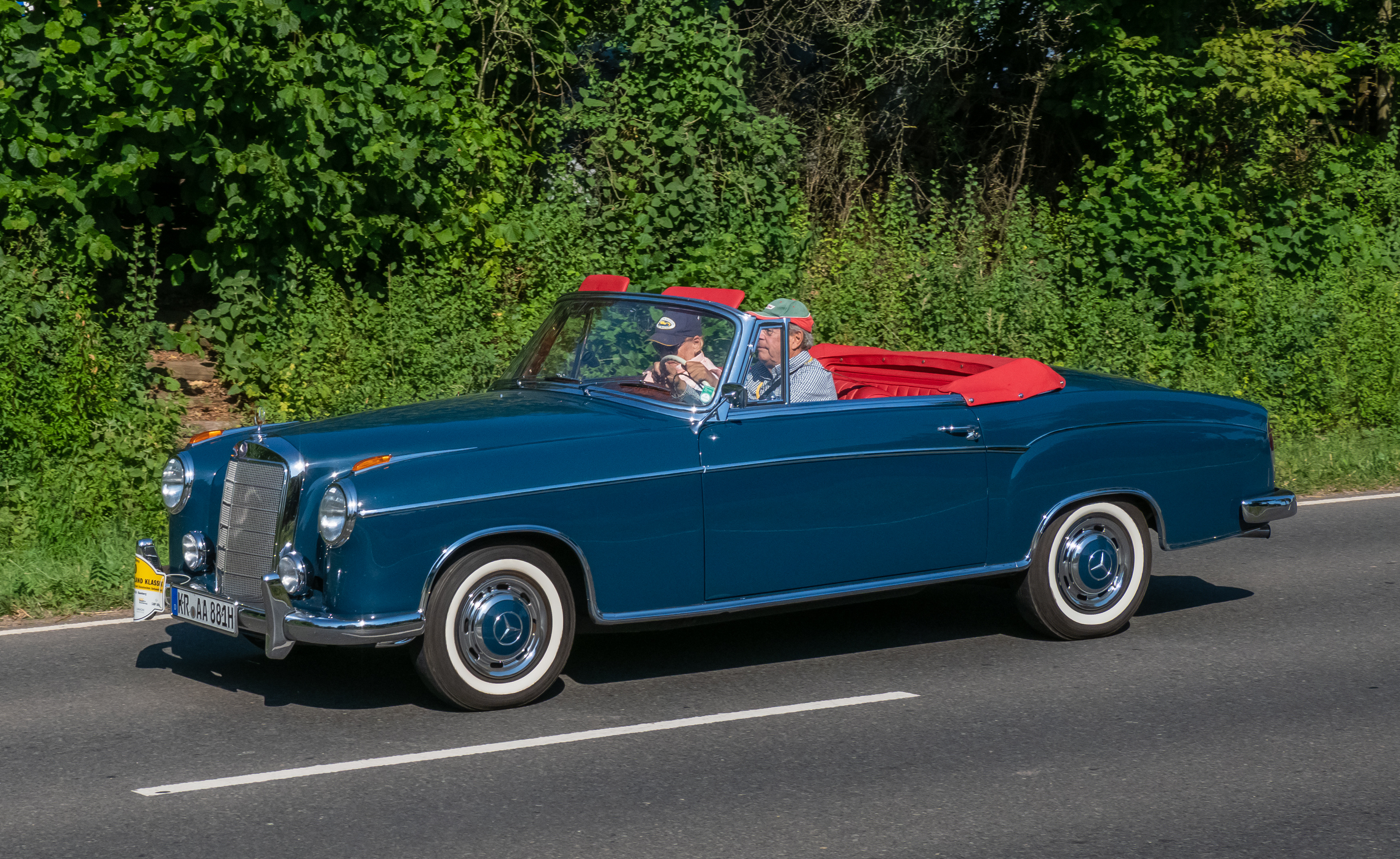
220 S Cabriolet
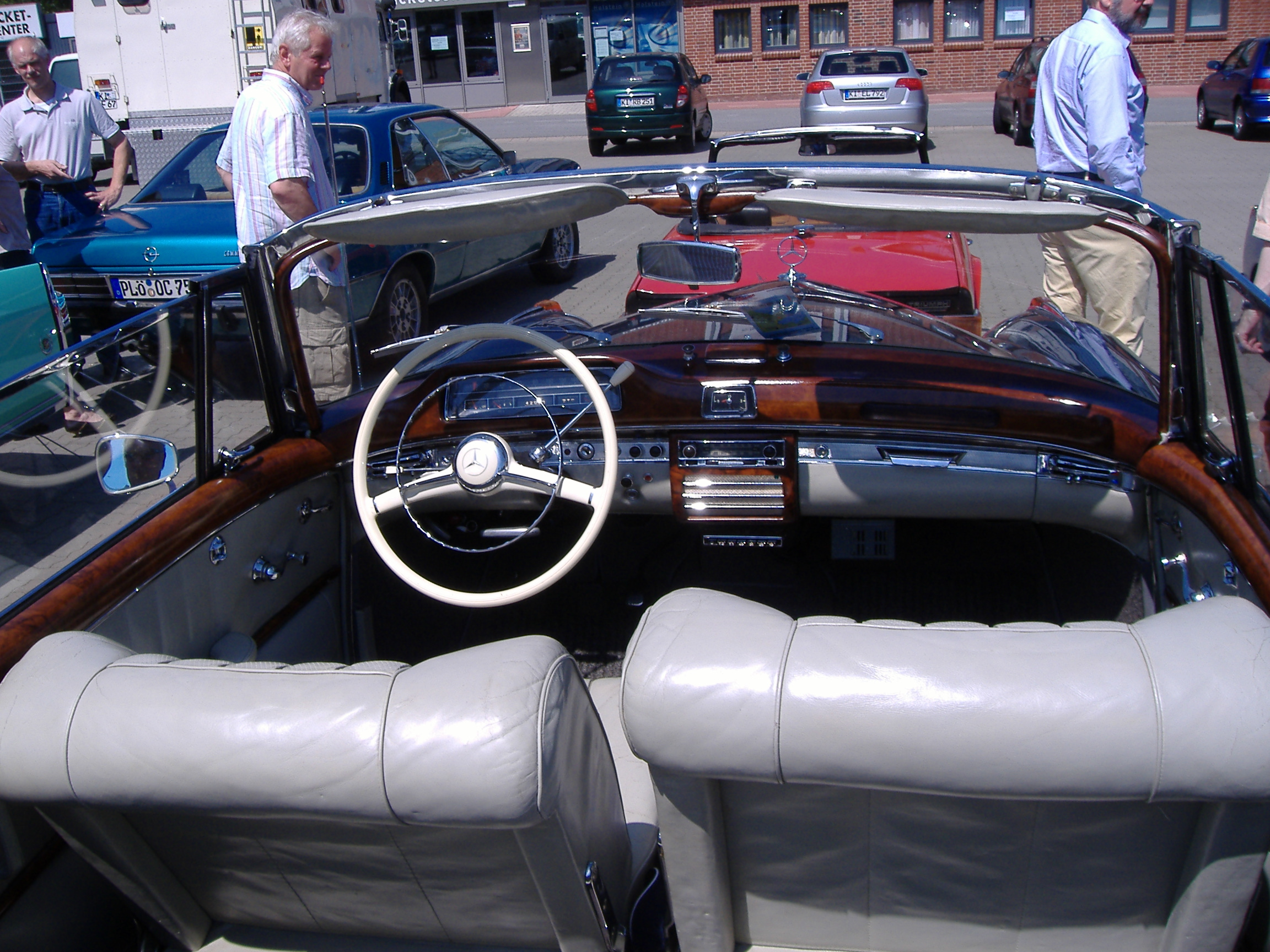
Blick in ein 220 S Cabriolet

### Modellpflege
Im August 1957 wurden von fast allen Typen des Personenwagen-Programms verbesserte Varianten präsentiert. Auch das 220-S-Coupé und das Cabriolet hatte man einer Modellpflege unterzogen, aus der beide Typen mit dezenten Modifikationen und einer auf 106 PS (78 kW) erhöhten Motorleistung hervorgingen. Äußerlich sichtbar war lediglich die Änderung der vorderen Stoßstange mit der Kennzeichenblende sowie die modifizierte Beleuchtung des hinteren Kennzeichens, die – wie bei den Limousinen – in die Stoßstangenhörner verlegt worden war.

### Produktionsende
Im August 1959 wurden drei völlig neu konstruierte Sechszylindermodelle mit Heckflossenkarosserie präsentiert, das Baumuster W 111. Die Produktion der Ponton-Limousinen, -Coupés und -Cabriolets vom Typ 220 S lief im gleichen Monat aus. Die letzten vergaserbestückten Varianten verließen das Werk im Oktober 1959.
Mit insgesamt nur 1251 gebauten Fahrzeugen gehören die Ponton-Coupés mit Vergasermotor zu den seltenen Modellen der Mercedes-Benz-Nachkriegsproduktion.

## Technische Daten
| Mercedes-Benz 220 a           | Mercedes-Benz 220 a | Mercedes-Benz 220 a |
| ----------------------------- | --- | --- |
| Konstruktionsbezeichnung      | W 180 I | W 180 I |
| Baumuster                     | 180.010 (mit Schiebedach: 180.011)                                                                                              | 180.010 (mit Schiebedach: 180.011)                                                                                              |
| Produktionszeitraum           | Vorserie 3/1954 / Hauptserie 6/1954 – 4/1956                                                                                    | Vorserie 3/1954 / Hauptserie 6/1954 – 4/1956                                                                                    |
| Motor                         | | |
| Arbeitsverfahren              | Viertakt-Otto | Viertakt-Otto |
| Anordnung im Fahrzeug         | vorn, längs, stehend | vorn, längs, stehend |
| Motortyp                      | M 180 II | M 180 II |
| Motorbaumuster                | 180.921 | 180.921 |
| Zylinder                      | 6 / Reihe | 6 / Reihe |
| Hubraum                       | 2195 cm³ (nach Steuerformel 2171 cm³)                                                                                           | 2195 cm³ (nach Steuerformel 2171 cm³)                                                                                           |
| Bohrung × Hub                 | 80 × 72,8 mm | 80 × 72,8 mm |
| Verdichtung                   | 7,6 | 7,6 |
| Leistung                      | 85 PS (62,5 kW) bei 4800/min | 85 PS (62,5 kW) bei 4800/min |
| Max. Drehmoment               | 16 mkp (157 N m) bei 2400/min                                                                                                   | 16 mkp (157 N m) bei 2400/min                                                                                                   |
| Ventile                       | 1 Einlass, 1 Auslass / hängend                                                                                                  | 1 Einlass, 1 Auslass / hängend                                                                                                  |
| Ventilsteuerung               | obenliegende Nockenwelle | obenliegende Nockenwelle |
| Nockenwellenantrieb           | Duplex-Rollenkette | Duplex-Rollenkette |
| Gemischbildung                | 1 Doppel-Fallstromvergaser Solex 32 PAATJ                                                                                       | 1 Doppel-Fallstromvergaser Solex 32 PAATJ                                                                                       |
| Kraftstofftank                | 64 l | 64 l |
| Fahrwerk und Kraftübertragung | | |
| Rahmenausführung              | Rahmenbodenanlage / selbsttragende Karosserie                                                                                   | Rahmenbodenanlage / selbsttragende Karosserie                                                                                   |
| Radaufhängung vorn            | Doppel-Querlenker-Achse | Doppel-Querlenker-Achse |
| Radaufhängung hinten          | Eingelenk-Pendelachse | Eingelenk-Pendelachse |
| Federung vorn                 | Schraubenfedern, Drehstab-Stabilisator                                                                                          | Schraubenfedern, Drehstab-Stabilisator                                                                                          |
| Federung hinten               | Schraubenfedern | Schraubenfedern |
| Stoßdämpfer                   | hydraulische Teleskop-Stoßdämpfer, rundum                                                                                       | hydraulische Teleskop-Stoßdämpfer, rundum                                                                                       |
| Lenkung                       | Kugelumlauflenkung | Kugelumlauflenkung |
| Bremsanlage                   | hydraulisch, ab 9/1955 mit Unterdruck-Bremskraftverstärker, auf Vorder- und Hinterräder wirkend; Trommelbremsen vorn und hinten | hydraulisch, ab 9/1955 mit Unterdruck-Bremskraftverstärker, auf Vorder- und Hinterräder wirkend; Trommelbremsen vorn und hinten |
| Feststellbremse               | mechanisch, auf Hinterräder wirkend                                                                                             | mechanisch, auf Hinterräder wirkend                                                                                             |
| Räder                         | Stahlblechräder | Stahlblechräder |
| Felgen                        | Tiefbettfelge 5 K x 13 | Tiefbettfelge 5 K x 13 |
| Reifen                        | 6,70-13 | 6,70-13 |
| Antrieb                       | Hinterradantrieb | Hinterradantrieb |
| Kraftübertragung              | geteilte Kardanwelle | geteilte Kardanwelle |
| Getriebe und Fahrleistungen   | | |
| Getriebe                      | 4-Gang-Schaltgetriebe | 4-Gang-Schaltgetriebe |
| Verfügbarkeit                 | Serie (1. Ausführung) | Serie (2. Ausführung) |
| Schaltung                     | Lenkradschaltung | Lenkradschaltung |
| Kupplung                      | Einscheiben-Trockenkupplung | Einscheiben-Trockenkupplung |
| Getriebeart                   | Zahnrad-Wechselgetriebe | Zahnrad-Wechselgetriebe |
| Getriebe-Übersetzung          | I. 3,40; II. 2,32; III. 1,52; IV. 1,0; R. 3,29                                                                                  | I. 3,52; II. 2,32; III. 1,52; IV. 1,0; R. 3,29                                                                                  |
| Achsantriebsübersetzung       | 4,11 | 4,10 |
| Höchstgeschwindigkeit         | 150 km/h | 150 km/h |
| Beschleunigung 0-100 km/h     | 19 s, Beschleunigung mit Durchschalten 0–100 km/h, Belastung 2 Personen                                                         | 19 s, Beschleunigung mit Durchschalten 0–100 km/h, Belastung 2 Personen                                                         |
| Kraftstoffverbrauch DIN 70030 | 9,8 l | 9,8 l |
| Abmessungen und Gewichte      | | |
| Radstand                      | 2820 mm | 2820 mm |
| Spur vorne / hinten           | 1430 / 1470 mm | 1430 / 1470 mm |
| Länge                         | 4715 mm | 4715 mm |
| Breite                        | 1740 mm | 1740 mm |
| Höhe                          | 1560 mm | 1560 mm |
| Leergewicht DIN 70020         | 1280 kg | 1280 kg |
| Zul. Gesamtgewicht            | 1730 kg | 1730 kg |
| Allgemeine Daten              | | |
| Stückzahl                     | 25.937 Limousinen | 25.937 Limousinen |
| Preis                         | 2/1954: 12.500 DM | 2/1954: 12.500 DM |
| Belege                        | | |

| Mercedes-Benz 220 S           | Mercedes-Benz 220 S                                                                                                   | Mercedes-Benz 220 S                                                                                                   |
| ----------------------------- | --- | --- |
| Konstruktionsbezeichnung      | W 180 II | W 180 II |
| Baumuster                     | 180.010 (mit Schiebedach: 180.011)                                                                                    | 180.010 (mit Schiebedach: 180.011)                                                                                    |
| Produktionszeitraum           | 3/1956 – 8/1959 | 3/1956 – 8/1959 |
| Motor                         | | |
| Arbeitsverfahren              | Viertakt-Otto | Viertakt-Otto |
| Anordnung im Fahrzeug         | vorn, längs, stehend                                                                                                  | vorn, längs, stehend                                                                                                  |
| Motortyp                      | M 180 III | M 180 III |
| Motorbaumuster                | 180.924 | 180.924 |
| Zylinder                      | 6 / Reihe | 6 / Reihe |
| Hubraum                       | 2195 cm³ (nach Steuerformel 2171 cm³)                                                                                 | 2195 cm³ (nach Steuerformel 2171 cm³)                                                                                 |
| Bohrung × Hub                 | 80 × 72,8 mm | 80 × 72,8 mm |
| Verdichtung                   | 7,6; ab 8/1957: 8,7                                                                                                   | 7,6; ab 8/1957: 8,7                                                                                                   |
| Leistung                      | 100 PS (74 kW) bei 4800/min; ab 8/1957: 106 PS (78 kW) bei 5200/min                                                   | 100 PS (74 kW) bei 4800/min; ab 8/1957: 106 PS (78 kW) bei 5200/min                                                   |
| Max. Drehmoment               | 16,5 mkp (162 N m) bei 3500/min; ab 8/1957: 17,5 mkp (172 N m) bei 3500/min                                           | 16,5 mkp (162 N m) bei 3500/min; ab 8/1957: 17,5 mkp (172 N m) bei 3500/min                                           |
| Ventile                       | 1 Einlass, 1 Auslass / hängend                                                                                        | 1 Einlass, 1 Auslass / hängend                                                                                        |
| Ventilsteuerung               | obenliegende Nockenwelle                                                                                              | obenliegende Nockenwelle                                                                                              |
| Nockenwellenantrieb           | Duplex-Rollenkette | Duplex-Rollenkette |
| Gemischbildung                | 2 Register-Fallstromvergaser Solex 32 PAJTA                                                                           | 2 Register-Fallstromvergaser Solex 32 PAJTA                                                                           |
| Kraftstofftank                | 64 l | 64 l |
| Fahrwerk und Kraftübertragung | | |
| Rahmenausführung              | Rahmenbodenanlage / selbsttragende Karosserie                                                                         | Rahmenbodenanlage / selbsttragende Karosserie                                                                         |
| Radaufhängung vorn            | Doppel-Querlenker-Achse                                                                                               | Doppel-Querlenker-Achse                                                                                               |
| Radaufhängung hinten          | Eingelenk-Pendelachse                                                                                                 | Eingelenk-Pendelachse                                                                                                 |
| Federung vorn                 | Schraubenfedern, Drehstab-Stabilisator                                                                                | Schraubenfedern, Drehstab-Stabilisator                                                                                |
| Federung hinten               | Schraubenfedern | Schraubenfedern |
| Stoßdämpfer                   | hydraulische Teleskop-Stoßdämpfer, rundum                                                                             | hydraulische Teleskop-Stoßdämpfer, rundum                                                                             |
| Lenkung                       | Kugelumlauflenkung | Kugelumlauflenkung |
| Bremsanlage                   | hydraulisch, mit Unterdruck-Bremskraftverstärker, auf Vorder- und Hinterräder wirkend; Trommelbremsen vorn und hinten | hydraulisch, mit Unterdruck-Bremskraftverstärker, auf Vorder- und Hinterräder wirkend; Trommelbremsen vorn und hinten |
| Feststellbremse               | mechanisch, auf Hinterräder wirkend                                                                                   | mechanisch, auf Hinterräder wirkend                                                                                   |
| Räder                         | Stahlblechräder | Stahlblechräder |
| Felgen                        | Tiefbettfelge 5 K x 13                                                                                                | Tiefbettfelge 5 K x 13                                                                                                |
| Reifen                        | 6,70-13 Sport | 6,70-13 Sport |
| Antrieb                       | Hinterradantrieb | Hinterradantrieb |
| Kraftübertragung              | geteilte Kardanwelle                                                                                                  | geteilte Kardanwelle                                                                                                  |
| Getriebe und Fahrleistungen   | | |
| Getriebe                      | 4-Gang-Schaltgetriebe                                                                                                 | 4-Gang-Schaltgetriebe                                                                                                 |
| Verfügbarkeit                 | Serie | auf Wunsch (ab 8/1957)                                                                                                |
| Schaltung                     | Lenkradschaltung | Lenkradschaltung |
| Kupplung                      | Einscheiben-Trockenkupplung                                                                                           | hydraulisch-automatische Kupplung „Hydrak“                                                                            |
| Getriebeart                   | Zahnrad-Wechselgetriebe                                                                                               | Zahnrad-Wechselgetriebe                                                                                               |
| Getriebe-Übersetzung          | I. 3,52; II. 2,32; III. 1,52; IV. 1,0; R. 3,29                                                                        | I. 3,52; II. 2,32; III. 1,52; IV. 1,0; R. 3,29                                                                        |
| Achsantriebsübersetzung       | 4,10 | 4,10 |
| Höchstgeschwindigkeit         | 160 km/h | 160 km/h |
| Beschleunigung 0-100 km/h     | 17 s, Beschleunigung mit Durchschalten 0–100 km/h, Belastung 2 Personen                                               | 17 s, Beschleunigung mit Durchschalten 0–100 km/h, Belastung 2 Personen                                               |
| Kraftstoffverbrauch DIN 70030 | 10,7 l | 10,9 l |
| Abmessungen und Gewichte      | | |
| Radstand                      | 2820 mm | 2820 mm |
| Spur vorn / hinten            | 1430 / 1470 mm | 1430 / 1470 mm |
| Länge                         | 4715 mm; ab 8/1957: 4750 mm                                                                                           | 4715 mm; ab 8/1957: 4750 mm                                                                                           |
| Breite                        | 1740 mm | 1740 mm |
| Höhe                          | 1560 mm | 1560 mm |
| Leergewicht DIN 70020         | 1325 kg (mit Hydrak: 1340 kg)                                                                                         | 1325 kg (mit Hydrak: 1340 kg)                                                                                         |
| Zul. Gesamtgewicht            | 1790 kg | 1790 kg |
| Allgemeine Daten              | | |
| Stückzahl                     | 55.268 Limousinen, 11 Fahrgestelle                                                                                    | 55.268 Limousinen, 11 Fahrgestelle                                                                                    |
| Preis                         | 5/1956: 12.500 DM | 5/1956: 12.500 DM |
| Belege                        | | |

| Mercedes-Benz 220 S Coupé     | Mercedes-Benz 220 S Coupé                                                                                             | Mercedes-Benz 220 S Coupé                                                                                             |
| ----------------------------- | --- | --- |
| Konstruktionsbezeichnung      | W 180 II | W 180 II |
| Baumuster                     | 180.037 | 180.037 |
| Produktionszeitraum           | 10/1956 – 10/1959 | 10/1956 – 10/1959 |
| Motor                         | | |
| Arbeitsverfahren              | Viertakt-Otto | Viertakt-Otto |
| Anordnung im Fahrzeug         | vorn, längs, stehend                                                                                                  | vorn, längs, stehend                                                                                                  |
| Motortyp                      | M 180 III | M 180 III |
| Motorbaumuster                | 180.924 | 180.924 |
| Zylinder                      | 6 / Reihe | 6 / Reihe |
| Hubraum                       | 2195 cm³ (nach Steuerformel 2171 cm³)                                                                                 | 2195 cm³ (nach Steuerformel 2171 cm³)                                                                                 |
| Bohrung × Hub                 | 80 × 72,8 mm | 80 × 72,8 mm |
| Verdichtung                   | 7,6; ab 8/1957: 8,7                                                                                                   | 7,6; ab 8/1957: 8,7                                                                                                   |
| Leistung                      | 100 PS (74 kW) bei 4800/min; ab 8/1957: 106 PS (78 kW) bei 5200/min                                                   | 100 PS (74 kW) bei 4800/min; ab 8/1957: 106 PS (78 kW) bei 5200/min                                                   |
| Max. Drehmoment               | 16,5 mkp (162 N m) bei 3500/min; ab 8/1957: 17,5 mk (172 N m) bei 3500/min                                            | 16,5 mkp (162 N m) bei 3500/min; ab 8/1957: 17,5 mk (172 N m) bei 3500/min                                            |
| Ventile                       | 1 Einlass, 1 Auslass / hängend                                                                                        | 1 Einlass, 1 Auslass / hängend                                                                                        |
| Ventilsteuerung               | obenliegende Nockenwelle                                                                                              | obenliegende Nockenwelle                                                                                              |
| Nockenwellenantrieb           | Duplex-Rollenkette | Duplex-Rollenkette |
| Gemischbildung                | 2 Register-Fallstromvergaser Solex 32 PAJTA                                                                           | 2 Register-Fallstromvergaser Solex 32 PAJTA                                                                           |
| Kraftstofftank                | 64 l | 64 l |
| Fahrwerk und Kraftübertragung | | |
| Rahmenausführung              | Rahmenbodenanlage / selbsttragende Karosserie                                                                         | Rahmenbodenanlage / selbsttragende Karosserie                                                                         |
| Radaufhängung vorn            | Doppel-Querlenker-Achse                                                                                               | Doppel-Querlenker-Achse                                                                                               |
| Radaufhängung hinten          | Eingelenk-Pendelachse                                                                                                 | Eingelenk-Pendelachse                                                                                                 |
| Federung vorn                 | Schraubenfedern, Drehstab-Stabilisator                                                                                | Schraubenfedern, Drehstab-Stabilisator                                                                                |
| Federung hinten               | Schraubenfedern | Schraubenfedern |
| Stoßdämpfer                   | hydraulische Teleskop-Stoßdämpfer, rundum                                                                             | hydraulische Teleskop-Stoßdämpfer, rundum                                                                             |
| Lenkung                       | Kugelumlauflenkung | Kugelumlauflenkung |
| Bremsanlage                   | hydraulisch, mit Unterdruck-Bremskraftverstärker, auf Vorder- und Hinterräder wirkend; Trommelbremsen vorn und hinten | hydraulisch, mit Unterdruck-Bremskraftverstärker, auf Vorder- und Hinterräder wirkend; Trommelbremsen vorn und hinten |
| Feststellbremse               | mechanisch, auf Hinterräder wirkend                                                                                   | mechanisch, auf Hinterräder wirkend                                                                                   |
| Räder                         | Stahlblechräder | Stahlblechräder |
| Felgen                        | Tiefbettfelge 5 K x 13                                                                                                | Tiefbettfelge 5 K x 13                                                                                                |
| Reifen                        | 6,70-13 Sport | 6,70-13 Sport |
| Antrieb                       | Hinterradantrieb | Hinterradantrieb |
| Kraftübertragung              | geteilte Kardanwelle                                                                                                  | geteilte Kardanwelle                                                                                                  |
| Getriebe und Fahrleistungen   | | |
| Getriebe                      | 4-Gang-Schaltgetriebe                                                                                                 | 4-Gang-Schaltgetriebe                                                                                                 |
| Verfügbarkeit                 | Serie | auf Wunsch (ab 8/1957)                                                                                                |
| Schaltung                     | Lenkradschaltung | Lenkradschaltung |
| Kupplung                      | Einscheiben-Trockenkupplung                                                                                           | hydraulisch-automatische Kupplung „Hydrak“                                                                            |
| Getriebeart                   | Zahnrad-Wechselgetriebe                                                                                               | Zahnrad-Wechselgetriebe                                                                                               |
| Getriebe-Übersetzung          | I. 3,52; II. 2,32; III. 1,52; IV. 1,0; R. 3,29                                                                        | I. 3,52; II. 2,32; III. 1,52; IV. 1,0; R. 3,29                                                                        |
| Achsantriebsübersetzung       | 4,10 | 4,10 |
| Höchstgeschwindigkeit         | 160 km/h | 160 km/h |
| Beschleunigung 0-100 km/h     | 17 s, Beschleunigung mit Durchschalten 0–100 km/h, Belastung 2 Personen                                               | 17 s, Beschleunigung mit Durchschalten 0–100 km/h, Belastung 2 Personen                                               |
| Kraftstoffverbrauch DIN 70030 | 10,7 l | 10,9 l |
| Abmessungen und Gewichte      | | |
| Radstand                      | 2700 mm | 2700 mm |
| Spur vorne / hinten           | 1430 / 1470 mm | 1430 / 1470 mm |
| Länge                         | 4700 mm | 4700 mm |
| Breite                        | 1790 mm | 1790 mm |
| Höhe                          | 1530 mm | 1530 mm |
| Leergewicht DIN 70020         | 1350 kg (mit Hydrak: 1365 kg)                                                                                         | 1350 kg (mit Hydrak: 1365 kg)                                                                                         |
| Zul. Gesamtgewicht            | 1790 kg | 1790 kg |
| Allgemeine Daten              | | |
| Stückzahl                     | 1.251 | 1.251 |
| Preis                         | 10/1956: 21.500 DM | 10/1956: 21.500 DM |
| Belege                        | | |

| Mercedes-Benz 220 S Cabriolet | Mercedes-Benz 220 S Cabriolet                                                                                         | Mercedes-Benz 220 S Cabriolet                                                                                         |
| ----------------------------- | --- | --- |
| Konstruktionsbezeichnung      | W 180 II | W 180 II |
| Baumuster                     | 180.030 | 180.030 |
| Produktionszeitraum           | 7/1956 – 10/1959 | 7/1956 – 10/1959 |
| Motor                         | | |
| Arbeitsverfahren              | Viertakt-Otto | Viertakt-Otto |
| Anordnung im Fahrzeug         | vorn, längs, stehend                                                                                                  | vorn, längs, stehend                                                                                                  |
| Motortyp                      | M 180 III | M 180 III |
| Motorbaumuster                | 180.924 | 180.924 |
| Zylinder                      | 6 / Reihe | 6 / Reihe |
| Hubraum                       | 2195 cm³ (nach Steuerformel 2171 cm³)                                                                                 | 2195 cm³ (nach Steuerformel 2171 cm³)                                                                                 |
| Bohrung × Hub                 | 80 × 72,8 mm | 80 × 72,8 mm |
| Verdichtung                   | 7,6; ab 8/1957: 8,7                                                                                                   | 7,6; ab 8/1957: 8,7                                                                                                   |
| Leistung                      | 100 PS (74 kW) bei 4800/min; ab 8/1957: 106 PS (78 kW) bei 5200/min                                                   | 100 PS (74 kW) bei 4800/min; ab 8/1957: 106 PS (78 kW) bei 5200/min                                                   |
| Max. Drehmoment               | 16,5 mkp (162 N m) bei 3500/min; ab 8/1957: 17,5 mkp (172 N m) bei 3500/min                                           | 16,5 mkp (162 N m) bei 3500/min; ab 8/1957: 17,5 mkp (172 N m) bei 3500/min                                           |
| Ventile                       | 1 Einlass, 1 Auslass / hängend                                                                                        | 1 Einlass, 1 Auslass / hängend                                                                                        |
| Ventilsteuerung               | obenliegende Nockenwelle                                                                                              | obenliegende Nockenwelle                                                                                              |
| Nockenwellenantrieb           | Duplex-Rollenkette | Duplex-Rollenkette |
| Gemischbildung                | 2 Register-Fallstromvergaser Solex 32 PAJTA                                                                           | 2 Register-Fallstromvergaser Solex 32 PAJTA                                                                           |
| Kraftstofftank                | 64 l | 64 l |
| Fahrwerk und Kraftübertragung | | |
| Rahmenausführung              | Rahmenbodenanlage / selbsttragende Karosserie                                                                         | Rahmenbodenanlage / selbsttragende Karosserie                                                                         |
| Radaufhängung vorn            | Doppel-Querlenker-Achse                                                                                               | Doppel-Querlenker-Achse                                                                                               |
| Radaufhängung hinten          | Eingelenk-Pendelachse                                                                                                 | Eingelenk-Pendelachse                                                                                                 |
| Federung vorn                 | Schraubenfedern, Drehstab-Stabilisator                                                                                | Schraubenfedern, Drehstab-Stabilisator                                                                                |
| Federung hinten               | Schraubenfedern | Schraubenfedern |
| Stoßdämpfer                   | hydraulische Teleskop-Stoßdämpfer, rundum                                                                             | hydraulische Teleskop-Stoßdämpfer, rundum                                                                             |
| Lenkung                       | Kugelumlauflenkung | Kugelumlauflenkung |
| Bremsanlage                   | hydraulisch, mit Unterdruck-Bremskraftverstärker, auf Vorder- und Hinterräder wirkend; Trommelbremsen vorn und hinten | hydraulisch, mit Unterdruck-Bremskraftverstärker, auf Vorder- und Hinterräder wirkend; Trommelbremsen vorn und hinten |
| Feststellbremse               | mechanisch, auf Hinterräder wirkend                                                                                   | mechanisch, auf Hinterräder wirkend                                                                                   |
| Räder                         | Stahlblechräder | Stahlblechräder |
| Felgen                        | Tiefbettfelge 5 K x 13                                                                                                | Tiefbettfelge 5 K x 13                                                                                                |
| Reifen                        | 6,70-13 Sport | 6,70-13 Sport |
| Antrieb                       | Hinterradantrieb | Hinterradantrieb |
| Kraftübertragung              | geteilte Kardanwelle                                                                                                  | geteilte Kardanwelle                                                                                                  |
| Getriebe und Fahrleistungen   | | |
| Getriebe                      | 4-Gang-Schaltgetriebe                                                                                                 | 4-Gang-Schaltgetriebe                                                                                                 |
| Verfügbarkeit                 | Serie | auf Wunsch (ab 8/1957)                                                                                                |
| Schaltung                     | Lenkradschaltung | Lenkradschaltung |
| Kupplung                      | Einscheiben-Trockenkupplung                                                                                           | hydraulisch-automatische Kupplung „Hydrak“                                                                            |
| Getriebeart                   | Zahnrad-Wechselgetriebe                                                                                               | Zahnrad-Wechselgetriebe                                                                                               |
| Getriebe-Übersetzung          | I. 3,52; II. 2,32; III. 1,52; IV. 1,0; R. 3,29                                                                        | I. 3,52; II. 2,32; III. 1,52; IV. 1,0; R. 3,29                                                                        |
| Achsantriebsübersetzung       | 4,10 | 4,10 |
| Höchstgeschwindigkeit         | 160 km/h | 160 km/h |
| Beschleunigung 0-100 km/h     | 17 s, Beschleunigung mit Durchschalten 0–100 km/h, Belastung 2 Personen                                               | 17 s, Beschleunigung mit Durchschalten 0–100 km/h, Belastung 2 Personen                                               |
| Kraftstoffverbrauch DIN 70030 | 10,7 l | 10,9 l |
| Abmessungen und Gewichte      | | |
| Radstand                      | 2700 mm | 2700 mm |
| Spur vorne / hinten           | 1430 / 1470 mm | 1430 / 1470 mm |
| Länge                         | 4700 mm | 4700 mm |
| Breite                        | 1790 mm | 1790 mm |
| Höhe                          | 1530 mm | 1530 mm |
| Leergewicht DIN 70020         | 1385 kg (mit Hydrak: 1400 kg)                                                                                         | 1385 kg (mit Hydrak: 1400 kg)                                                                                         |
| Zul. Gesamtgewicht            | 1790 kg | 1790 kg |
| Allgemeine Daten              | | |
| Stückzahl                     | 2.178 | 2.178 |
| Preis                         | 5/1956: 21.500 DM | 5/1956: 21.500 DM |
| Belege                        | | |